# Kultfunktionär
Kultfunktionär är en person med uppgifter i en religions kult. Det kan ofta vara den som leder riten.
Exempel är bland annat präst, imam, rabbin, shaman, vestal, druid, gode och gydja.